# Angèle Jacq
Pour les articles homonymes, voir Jacq.
Angèle Jacq, née le 30 mai 1937 à Landudal et morte le 13 avril 2021 à Quimper,, est une romancière française. Ancienne agricultrice, devenue employée de banque, elle écrit plusieurs romans historiques situés en Bretagne. 
Son œuvre littéraire lui vaut de recevoir, dès 2003, le collier de l'Ordre de l'Hermine, décerné par l'Institut culturel de Bretagne, qui lui est remis à Saint-Malo en 2003. Elle milite également pour la langue bretonne, dont elle est une locutrice.  Elle a pris position contre la destruction de la mémoire collective des Bretons et pour une éducation populaire détachée de l'État. Signataire de l'Appel de Carhaix, elle est porte-parole du Collectif Breton pour la Démocratie. 
En 2008, elle est à l'initiative d'une pétition, « 101 écrivains pour les langues régionales »

## Œuvres
Romans à caractère historique :
- Les braises de la liberté, France-Empire 1995. Republié en 2010 [Coop-Breizh], ce roman fait l'objet d'une suite, Tinaig  éditée par Coop Breizh
- Légendes de Bretagne, France-Empire 1997.
- Le voyage de Jabel, Edilarge 1999, réédité aux Éditions du Palémon en 2004
- Ma langue au chat, Le Palémon 2002
- Dans la série Les hommes libres :
  - Tome 1 : Ils n'avaient que leurs mains, Le Palémon 2003
  - Tome 2 : Un brassard et des sabots, Le Palémon 2005
  - Tome 3 : Liberté Frankiz Fahafana, Le Palémon 2007
- Pêcheur de Guinée, Le Temps éditeur 2018